# Rhinophis fergusonianus
Rhinophis fergusonianus là một loài rắn trong họ Uropeltidae. Loài này được Boulenger mô tả khoa học đầu tiên năm 1896.